# كانديانا
كانديانا (بالإيطالية: Candiana) هي بلدية في مقاطعة باذوة في منطقة فنيتة بشمال شرق إيطاليا، وتقع على بعد 35 كيلومترًا (22 ميلًا) جنوب غرب مدينة البندقية و25 كيلومترًا (16 ميلًا) جنوب شرق باذوة. منذ 31 ديسمبر 2004، وصل عدد سكانها 2,468 نسمة، وتبلغ مساحتها 22.2 كيلومتر مربع (8.6 ميل مربع).